# Tarenna roseicosta
Tarenna roseicosta är en måreväxtart som beskrevs av Diane Mary Bridson. Tarenna roseicosta ingår i släktet Tarenna och familjen måreväxter. Inga underarter finns listade i Catalogue of Life.